# Halecium ovatum
Halecium ovatum is een hydroïdpoliep uit de familie Haleciidae. De poliep komt uit het geslacht Halecium. Halecium ovatum werd in 1930 voor het eerst wetenschappelijk beschreven door Totton. 